# Nephalioides nigriventris
Nephalioides nigriventris är en skalbaggsart som först beskrevs av Bates 1874.  Nephalioides nigriventris ingår i släktet Nephalioides och familjen långhorningar.
Artens utbredningsområde är:
- Costa Rica.
- Guatemala.
- Honduras.
- Nicaragua.

Inga underarter finns listade i Catalogue of Life.